# Cymbidium suave
Cymbidium suave är en orkidéart som beskrevs av Robert Brown. Cymbidium suave ingår i släktet Cymbidium, och familjen orkidéer. Inga underarter finns listade i Catalogue of Life.

## Bildgalleri

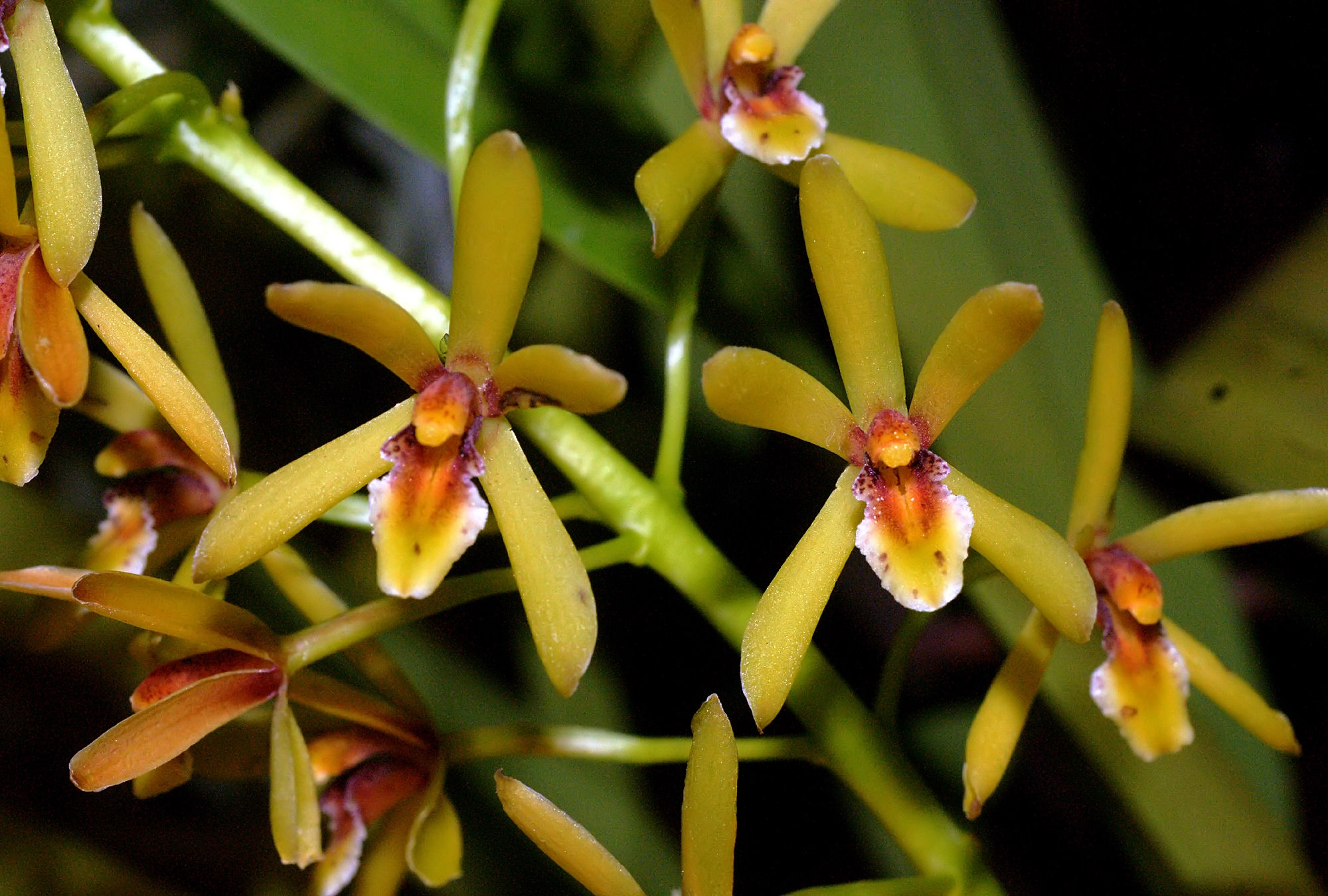
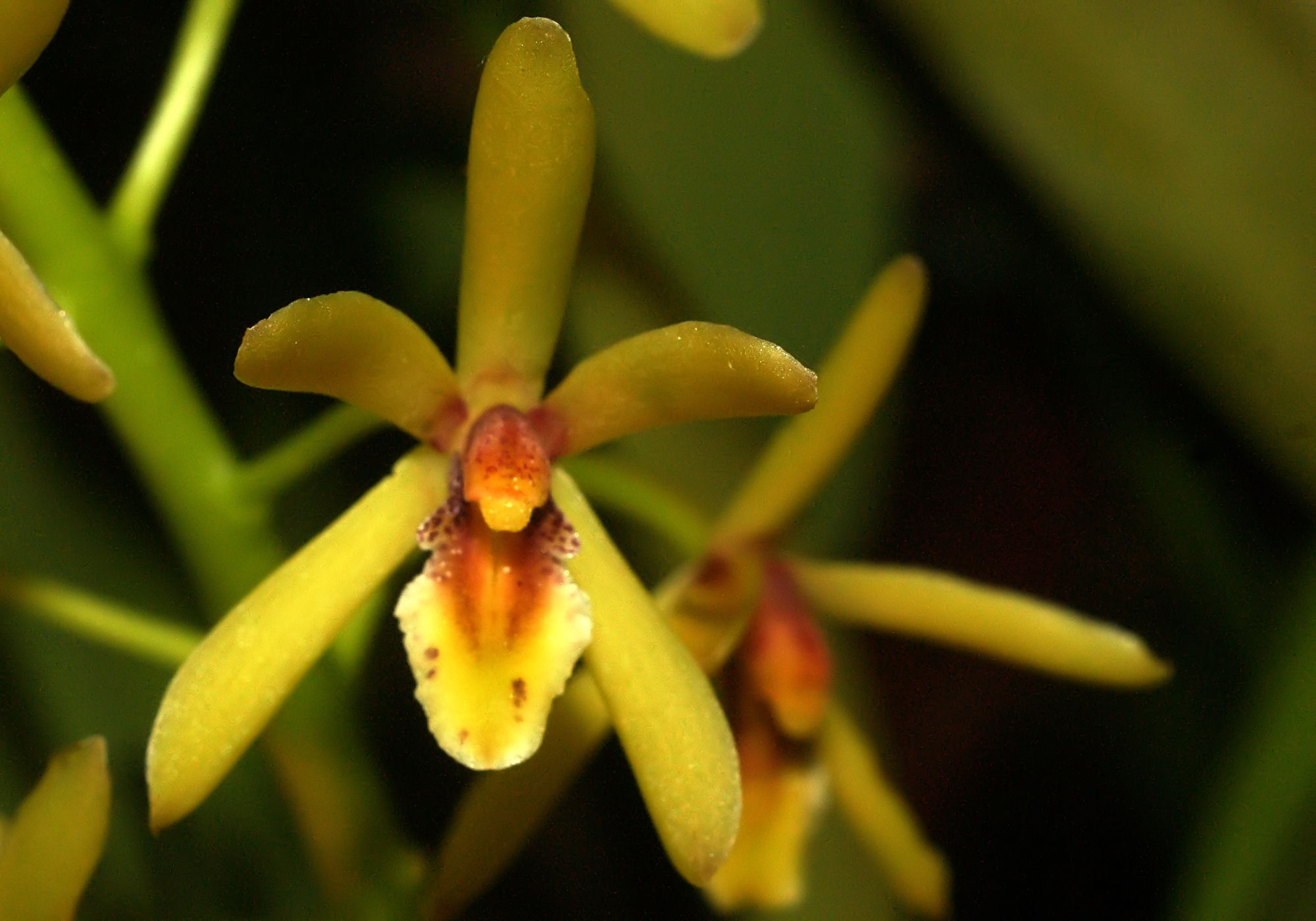